# Armen Melikyan
Armen Melikyan (in armeno Արմեն Մելիքյան?; Echmiadzin, 7 febbraio 1996) è un lottatore armeno, specializzato nella lotta greco-romana.

## Biografia
Ha fatto parte della spedizione armena ai Giochi europei di Minsk 2019 nel torneo dei pesi piuma in cui è stato eliminato agli ottavi dal turco Kerem Kamal.
Alla Coppa del mondo individuale di Belgrado 2020, evento che ha sostituito i campionati mondiali, cancellati a causa dell'emergenza sanitaria causata dalla Pandemia di COVID-19, è stato eliminato ai sedicesimi dall'indiano Gyanender Dahiya.
Dopo essere arrivato secondo al torneo mondiale di qualificazione olimpica di Sofia, ha rappresentato l'Armenia ai Giochi olimpici estivi di Tokyo 2020, disputando il torneo dei pesi piuma nell'agosto 2021, presso la Makuhari Messe Hall, dove ha superato l'iraniano Alireza Nejati agli ottavi ed è stato eliminato dall'ucraino Lenur Temirov ai quarti.

## Palmarès
| Anno | Manifestazione   | Sede      | Evento | Risultato | Note |
| ---- | ---------------- | --------- | ------ | --------- | ---- |
| 2013 | Europei cadetti  | Antivari  | 58 kg  | Oro       |      |
| 2013 | Mondiali cadetti | Zrenjanin | 58 kg  | 10º       |      |
| 2018 | Europei          | Kaspijsk  | 60 kg  | 7º        |      |
| 2018 | Europei U23      | Istanbul  | 60 kg  | 9º        |      |
| 2018 | Mondiali U23     | Bucarest  | 60 kg  | 5º        |      |
| 2019 | Europei U23      | Novi Sad  | 60 kg  | 7º        |      |
| 2019 | Giochi europei   | Minsk     | 60 kg  | 14º       |      |
| 2019 | Mondiali U23     | Budapest  | 60 kg  | Oro       |      |
| 2021 | Giochi olimpici  | Tokyo     | 60 kg  | 8º        |      |

## Altre competizioni internazionali
2020
- 17º nei  kg nella Coppa del mondo individuale ( Belgrado)

2021
- Argento nei  kg nel Torneo mondiale di qualificazione olimpica ( Sofia)